# Гварди, Франческо
Франче́ско Ла́дзаро Гва́рди (итал. Francesco Lazzaro Guardi; 5 октября 1712, Венеция — 1 января 1793, Венеция) — итальянский живописец, рисовальщик и гравёр, видный представитель венецианской школы, мастер ведуты (городского пейзажа).

## Биография
Франческо Гварди родился в Венеции, он был пятым ребёнком в семье живописца Доменико Гварди (1678—1716) и австрийки Марии Клаудии Пихлер из провинции Тренто. В 1700 году семья переехала в Венецию. Франческо был крещён 5 октября 1712 года в венецианской церкви Санта-Мария-Формоза. Отец художника принадлежал к малому дворянскому роду. Он скончался 16 октября 1716 года, оставив вдову и детей: Джанантонио, Марию Чечилию, Франческо и Николо: старший сын Джанантонио (1698—1760) стал живописцем, унаследовал мастерскую и магазин отца; дочь Мария Чечилия 21 ноября 1719 года вышла замуж за известного живописца Джованни Баттиста Тьеполо. Художником, учеником и помощником отца стал сын Франческо Гварди — Джакомо Гварди (1764—1835).
Вскоре после рождения Франческо семья переехала на улицу Барбариа-делле-Толе (Barbaria delle Tole) в Венеции, однако о жизни Франческо в молодости и его ученичестве ничего не известно. Возможно, он учился у старшего брата Джованни Антонио. Многие картины впоследствии братья выполняли совместно. В 1732 или 1734 году Франческо Гварди мог посещать мастерскую своего зятя Джамбаттисты Тьеполо. В некоторых источниках Франческо упоминается как «хороший ученик прославленного Каналетто».
В 1735 году Гварди перешёл в мастерскую Микеле Мариески, живописца «квадратуриста» — мастера изображения иллюзорных архитектурных пейзажей. Он оставался там до 1744 года, когда Мариески скончался. Первая работа, подписанная Франческо — «Святой, поклоняющийся Евхаристии» (Santo adorante l’Eucaristia, около 1739). Некоторые картины Гварди выполнял по рисункам Каналетто. Так или иначе, все прославленные в будущем живописцы венецианской ведуты были знакомы между собой и учились друг у друга.
15 февраля 1757 года Франческо женился на Марии Матеа Пагани, дочери покойного художника Маттео Пагани. 25 августа родился Винченцо, первый сын Франческо. 13 апреля 1764 года родился Джакомо, второй сын Франческо. 14 января 1769 года у него родился третий сын, Джованни Баттиста, но он умер через три дня, а 27 января его жена Мария Матеа также умерла из-за осложнений после родов.
К середине 1750-х годов относят переход Франческо Гварди к работе в жанре городского пейзажа. В 1764 году художник выставил в здании венецианских Прокураций два пейзажа: виды на площадь Сан-Марко и мост Риальто, снятые с помощью камеры-обскуры, «по просьбе безымянного английского иностранца» (возможно, имеется ввиду английский издатель гравюр и коллекционер Джозеф Смит по прозванию «Консул Смит», с 1744 года британский консул в Венеции, который подсказал Каналетто и другим художникам-ведутистам идею создавать живописные пейзажи и переводить их в офорты для продажи туристам и коллекционерам).
Гварди также пробовал свои силы в изображении архитектурных руин и в жанре каприччи. В середине 1770-х годов живописец получил заказ на серию из двенадцати картин, иллюстрирующих традиционную праздничную церемонию «Обручения дожа с морем» по случаю избрания дожем в 1763 году Альвизе Мочениго IV. Для этой работы Гварди использовал гравюры, которые выполнил Джованни Баттиста Брустолон по картинам Каналетто и которые были опубликованы и выставлены на продажу в Венеции издателем Лодовико Фурланетто между 1766 и 1770 годами.
В 1782 году живописцу было поручено увековечить в шести картинах эпизоды приёма Сенатом Венецианской республики русского наследного принца Павла Петровича и его супруги Марии Фёдоровны под именами «Графа и графини Северных». Серия сохранилась лишь частично (Мюнхен, Старая пинакотека; Венеция, собрание Чини). Имя заказчика неизвестно; но нельзя исключать, что роль посредника сыграл инспектор Венецианской Академии изящных искусств Пьетро Эдвардс. С 1784 года Гварди был членом Венецианской академии.
Будучи плодовитым художником, Франческо Гварди продолжал создавать шедевры даже в преклонном возрасте, например, «Регату на Гранд-канале», яркое изображение прохода соревнующихся гондол перед французским посольством. Картина датирована 1791 годом и традиционно считается последней работой художника.
Франческо Гварди скончался 1 января 1793 года в своем венецианском доме в Каннареджо (район Венеции), в Кампьелло-де-ла-Мадонна, после месяца постельного режима из-за лёгочной рвоты, постоянной лихорадки и отеков нижних конечностей и живота. Джакомо Гварди продолжил дело отца: в 1829 году он продал всю коллекцию своих и отцовских рисунков Теодоро Корреру, основателю знаменитого венецианского музея.

## Особенности индивидуального стиля
После смерти Каналетто в 1768 году Франческо Гварди стал истинным наследником и продолжателем его искусства. Но в отличие от большинства ведутистов Гварди не следовал точному изображению венецианской архитектуры, он позволял себе более живописное и свободное решение архитектурного пространства.

 Этого художника «нельзя причислить просто к ведутистам. Диапазон его творчества шире. Ученик своего брата, он испытал много разных влияний, и эволюция его творчества сопровождалась не только их использованием, но и продолжением многих из них… Гварди не важно — изображать ли самые прославленные здания Венеции или более скромные дома, он всё равно не прослеживает особенности архитектуры того или иного старинного сооружения; в передаче перспективных эффектов он переносит акцент с геометрических схем на впечатление дали, ощущение простора, игру света на уходящей вдаль поверхности канала или лагуны… [Его] стиль определяется не тем безмятежным любованием, которое свойственно Каналетто, а беспокойным стремлением уловить суть впечатления… Изображая торжественную церемонию, он совершенно забывает о фиксации события, а видит лишь мелькание множества гондол, взмахи сверкающих на солнце вёсел, слияние фигур, лодок, воды в одно общее зрелище… Повинуясь острому ощущению динамики природы, вибрации воздуха, трепета теней и бликов, которое отличает зрелую живопись Гварди, его техника усложняется и изощряется, он пишет мелкими, отрывистыми ударами кисти, в сложной, но очень цельной красочной гамме». 

 «Начав как ученик и продолжатель старшего брата, он скоро выработал собственный стиль и достиг мастерства в изображении света и воздуха венецианского пейзажа. Гварди располагал свои композиции вширь, понижал линию горизонта, отводя больше места небу, чем создавал ощущение простора и глубины. В поздних произведениях художник всё дальше отходил от точного изображения натуры, создавал фантастические руины и небывалые здания в жанре каприччи и совсем по-венециански населял их фигурками-марионетками, заставляющими вспомнить необычайные персонажи Алессандро Маньяско. Возникал образ сказочной Венеции, будто во время непрекращающегося карнавала. И всё это с бесподобным жемчужно-серебристым колоритом!». 
В истории искусства Гварди оказался последним выдающимся представителем классической венецианской ведуты. В санкт-петербургском Эрмитаже хранятся четыре картины Франческо Гварди.

## Галерея

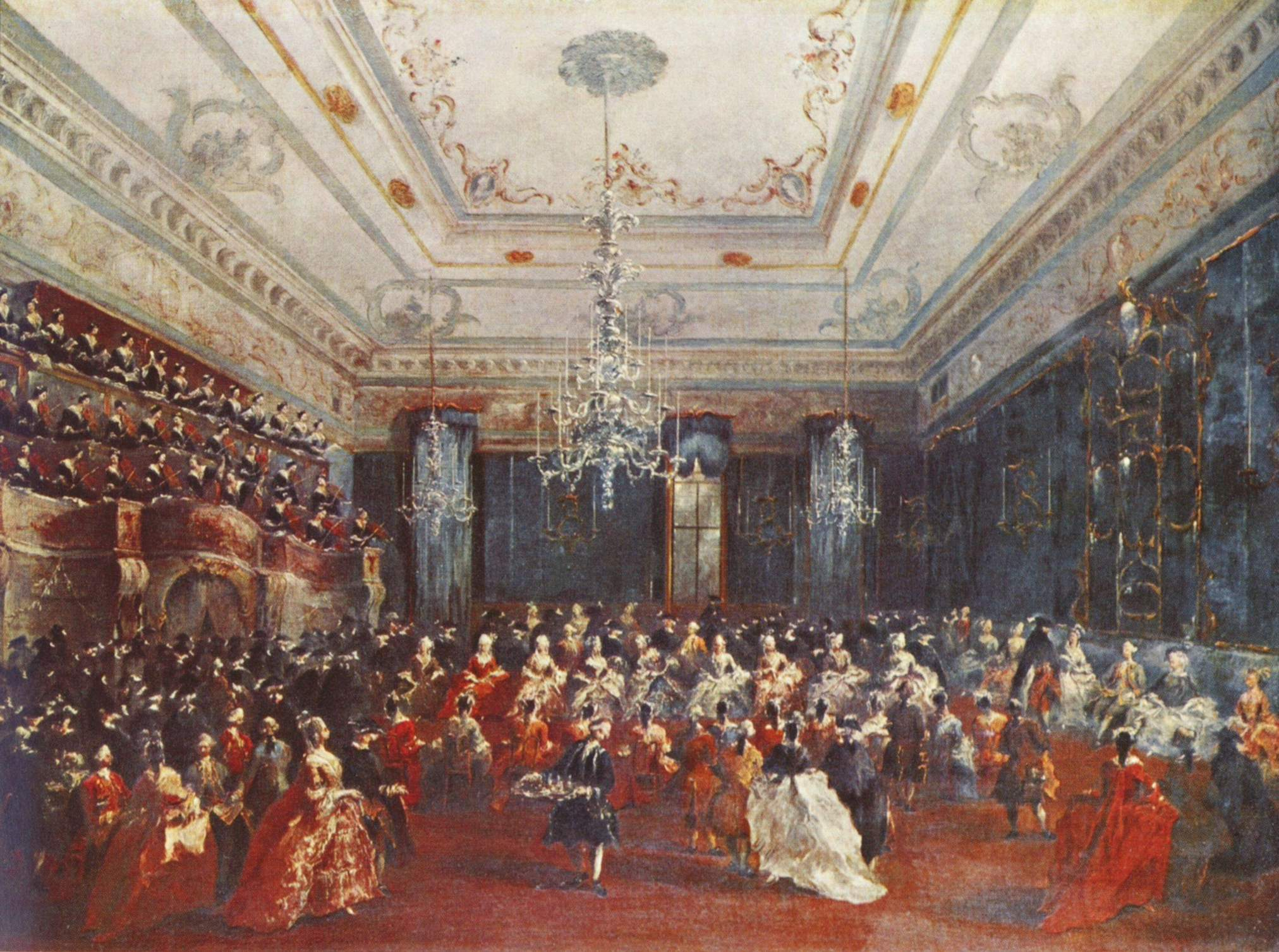
Венецианский Гала-концерт. 1782. Холст, масло. Старая пинакотека, Мюнхен
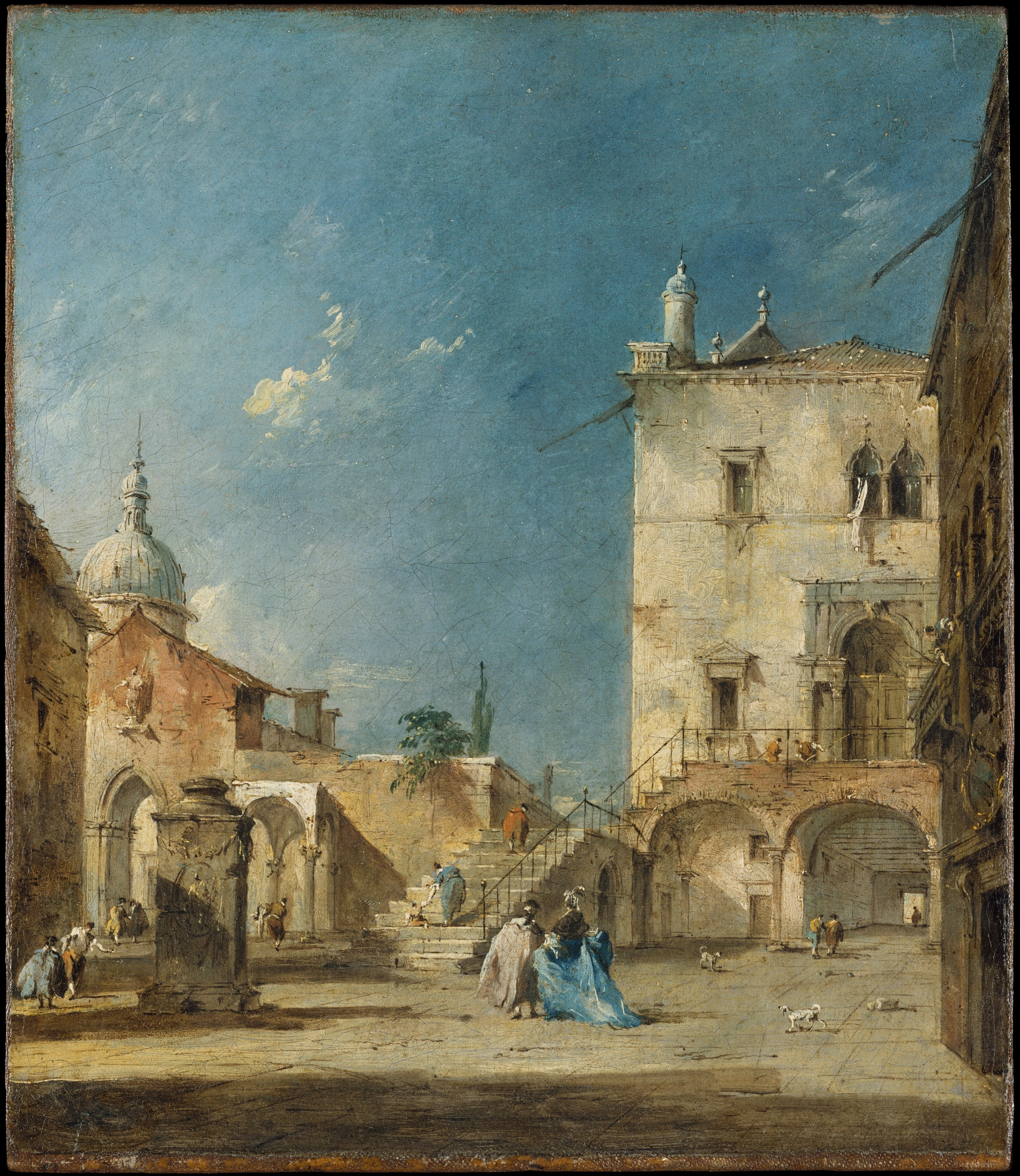
Воображаемый вид венецианской площади. 1780-е. Холст, масло. Метрополитен-музей, Нью-Йорк
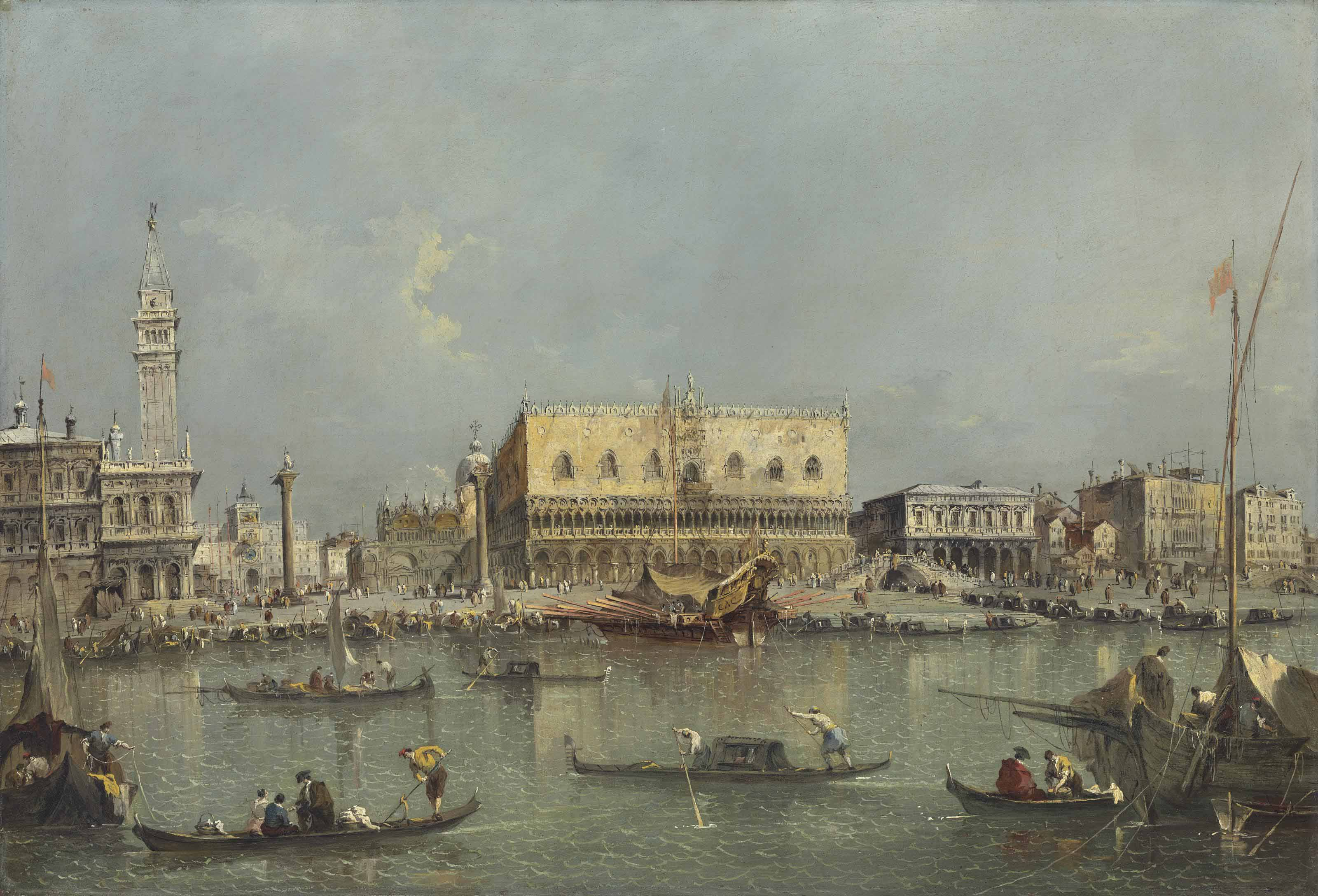
Гавань Сан-Марко с Пьяццеттой и Дворцом дожей. Частное собрание
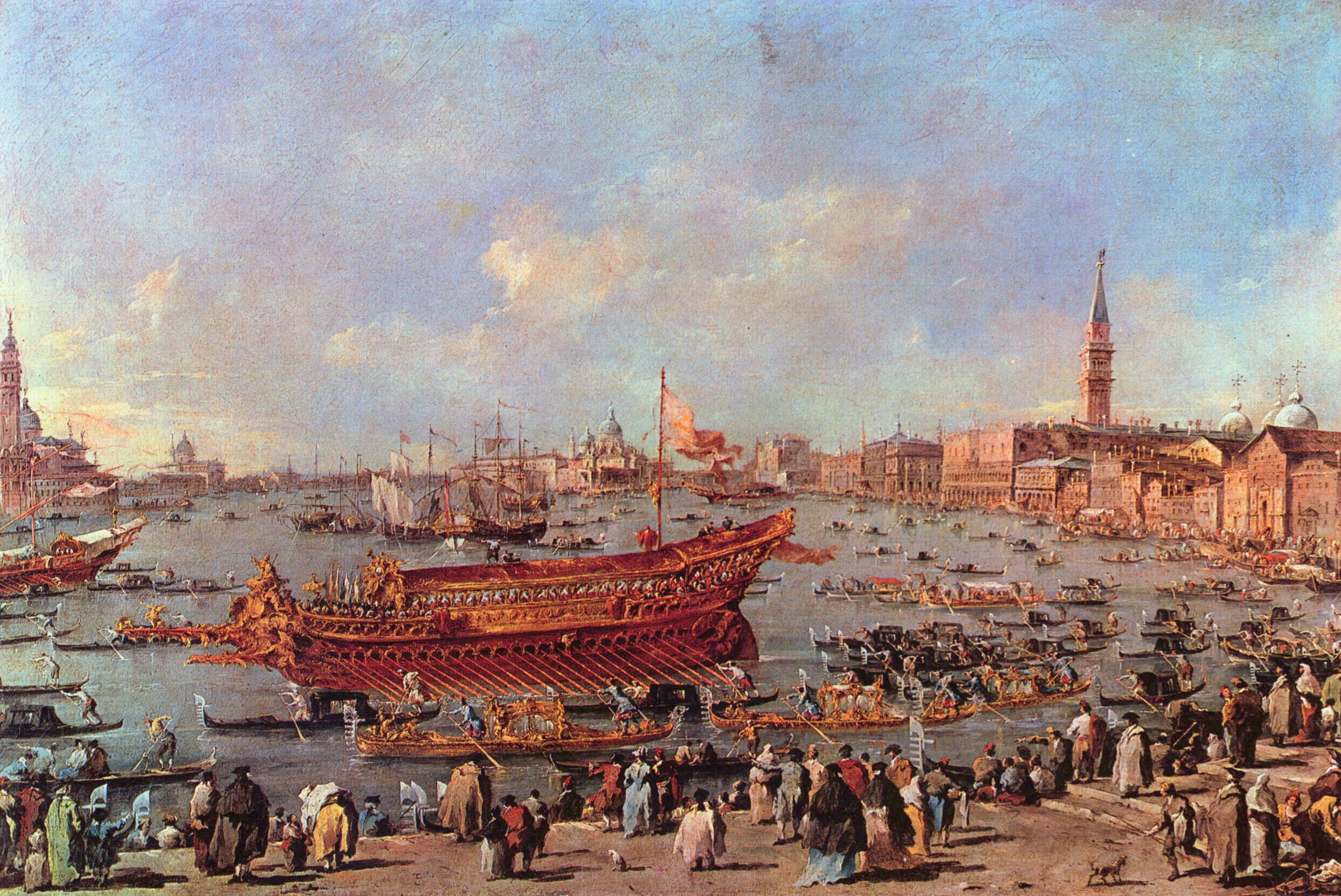
Отплытие Бучинторо на Лидо в день Вознесения. Между 1775 и 1780. Холст, масло. Лувр, Париж
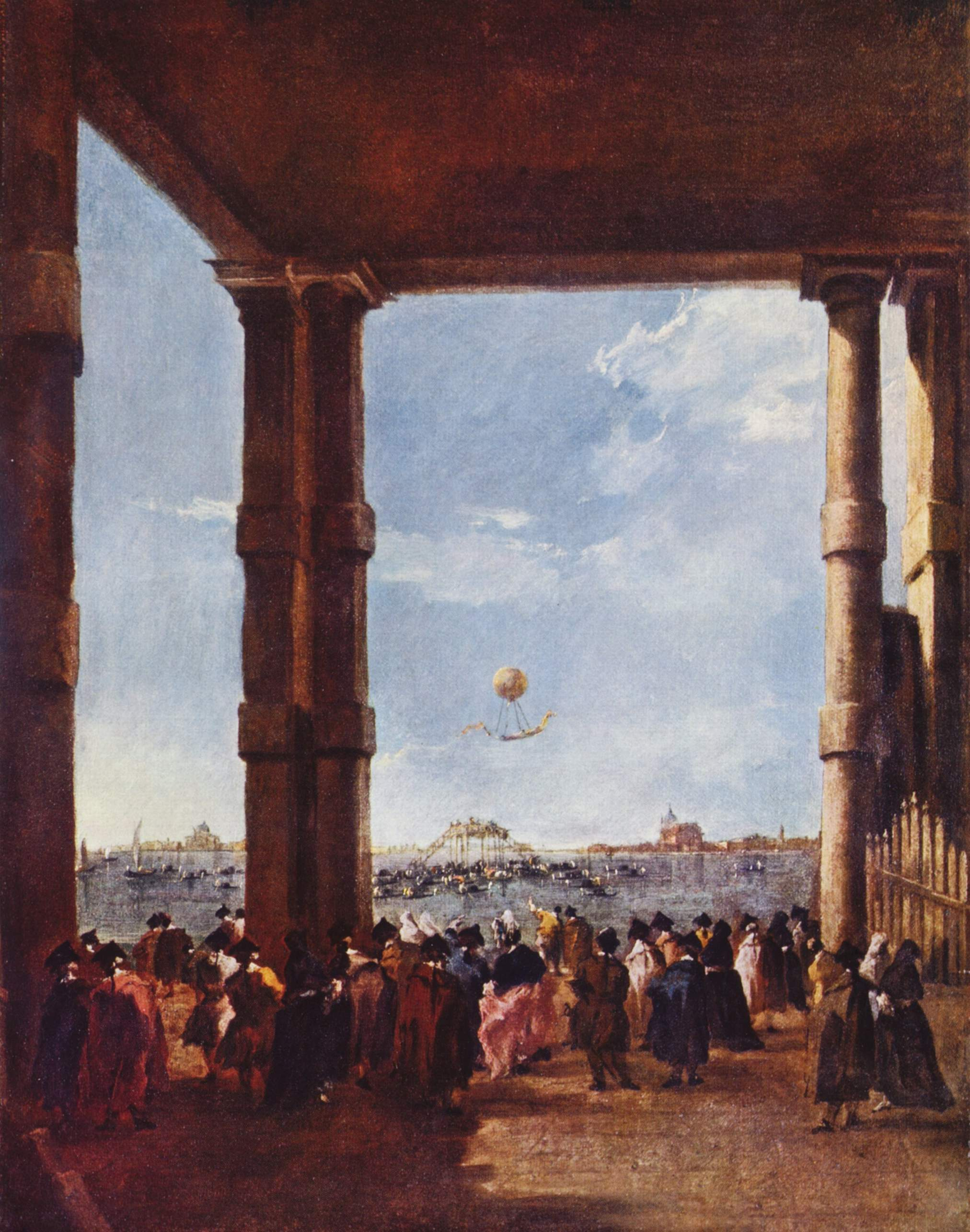
Подъем на воздушном шаре. 1784. Холст, масло. Берлинская картинная галерея
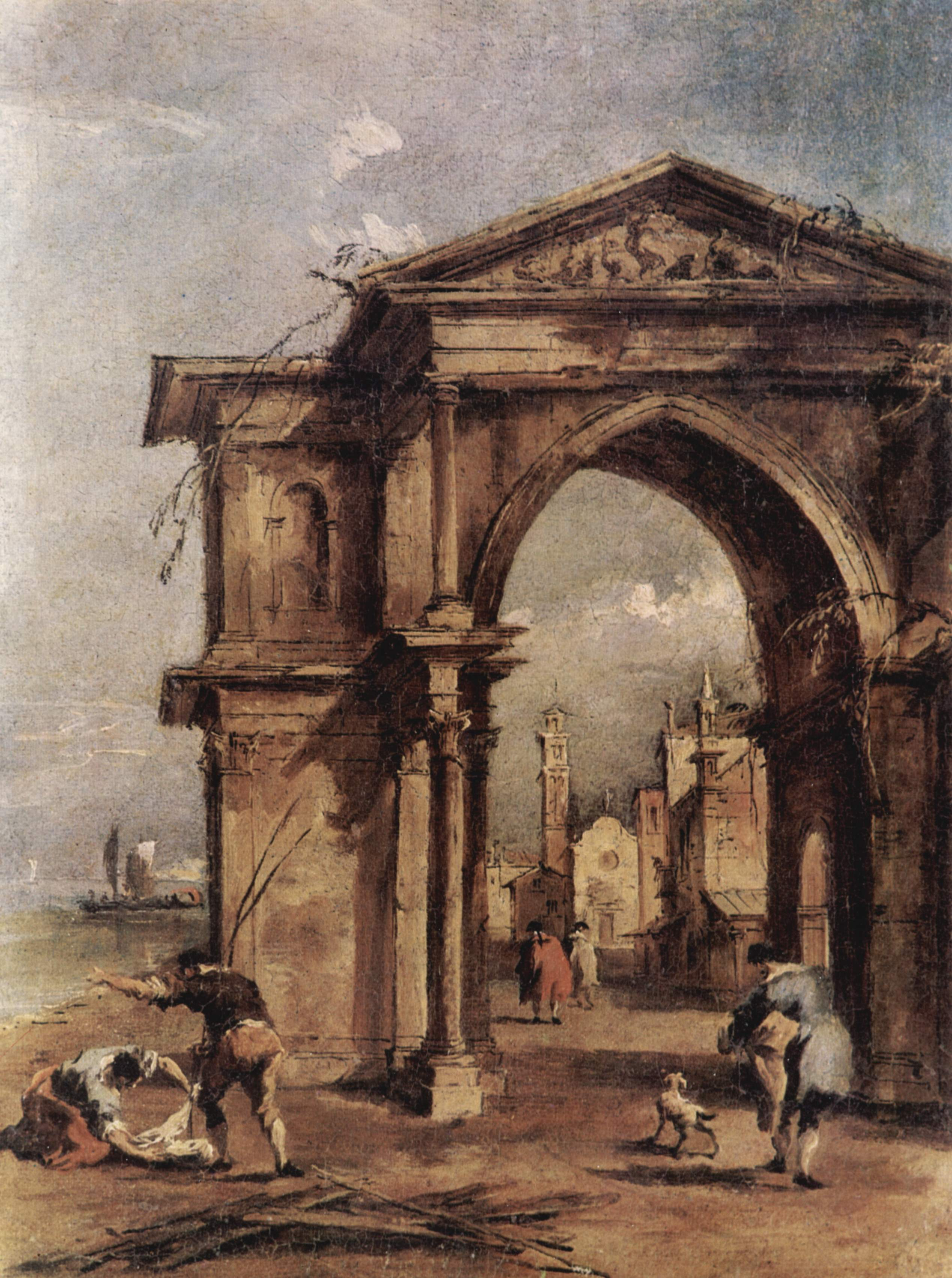
Каприччио. Холст, масло. Академия Каррары, Бергамо
Сан-Джорджо-Маджоре. Ок. 1780. Дерево, масло. Институт искусств Стерлинга и Франсин Кларк, Уильямстаун, Массачусетс, США
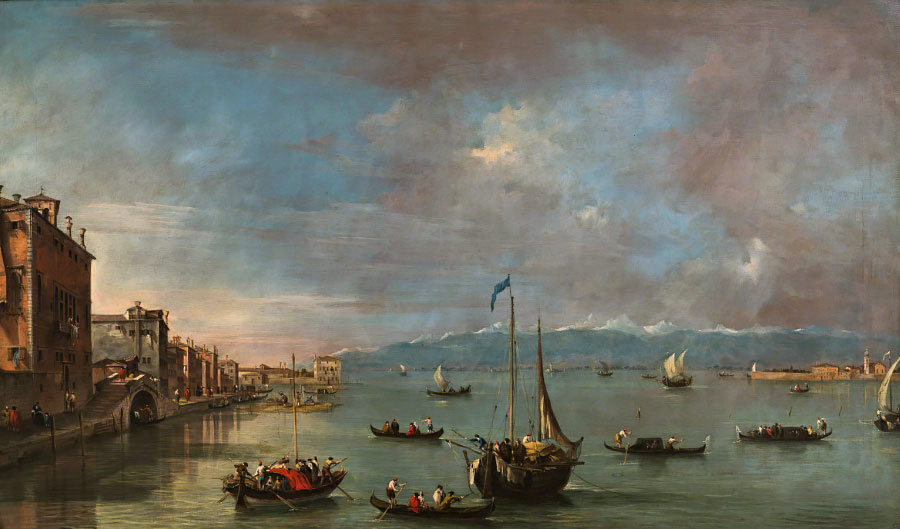
Лагуна перед Новой набережной. Между 1750 и 1755. Холст, масло. Государственный музей изящных искусств, Гавана
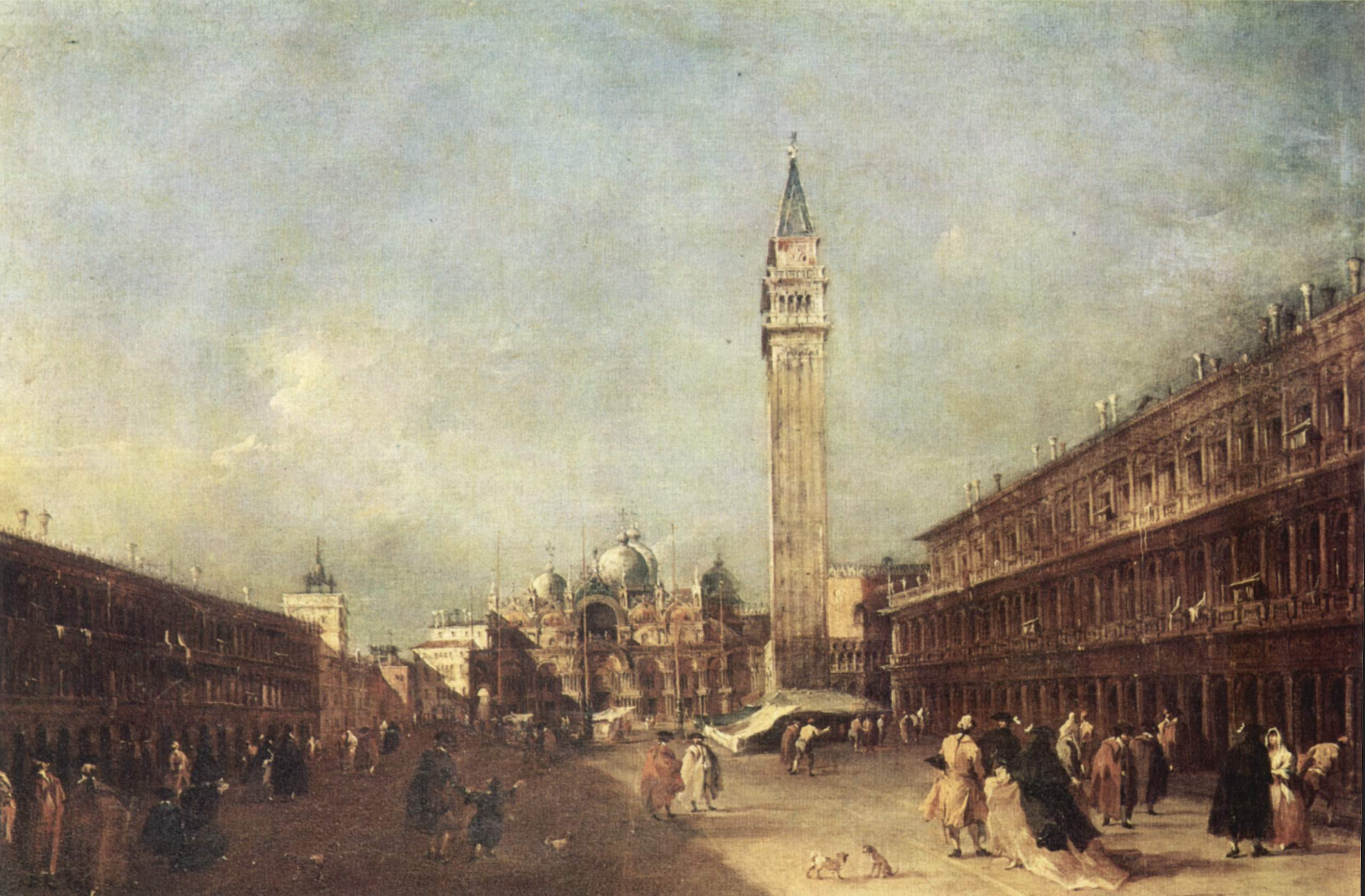
Площадь Сан-Марко в Венеции. Между 1760 и 1770. Холст, масло. Академия Каррары, Бергамо
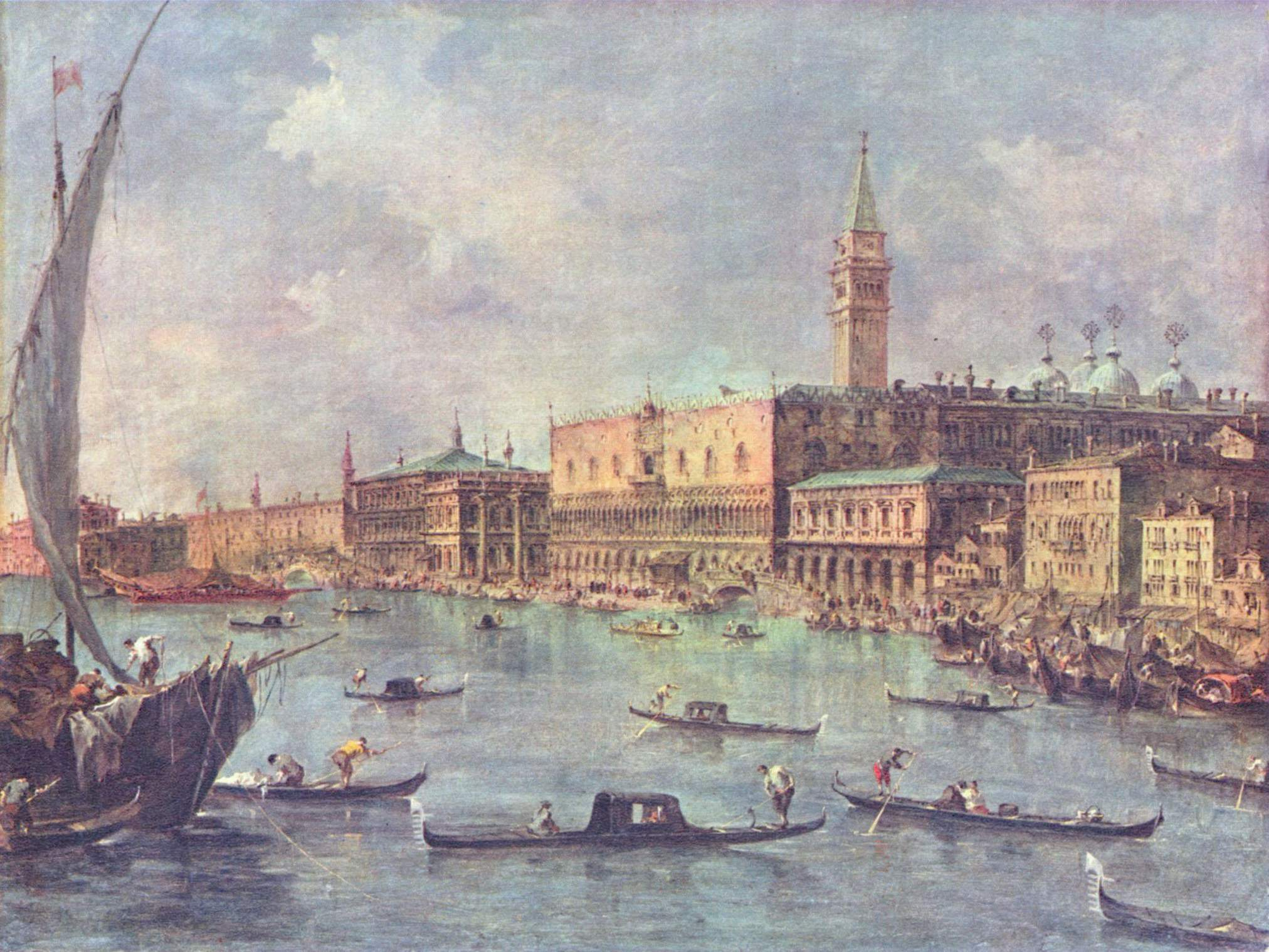
Палаццо дожей и Моло. Холст, масло. Лондонская национальная галерея
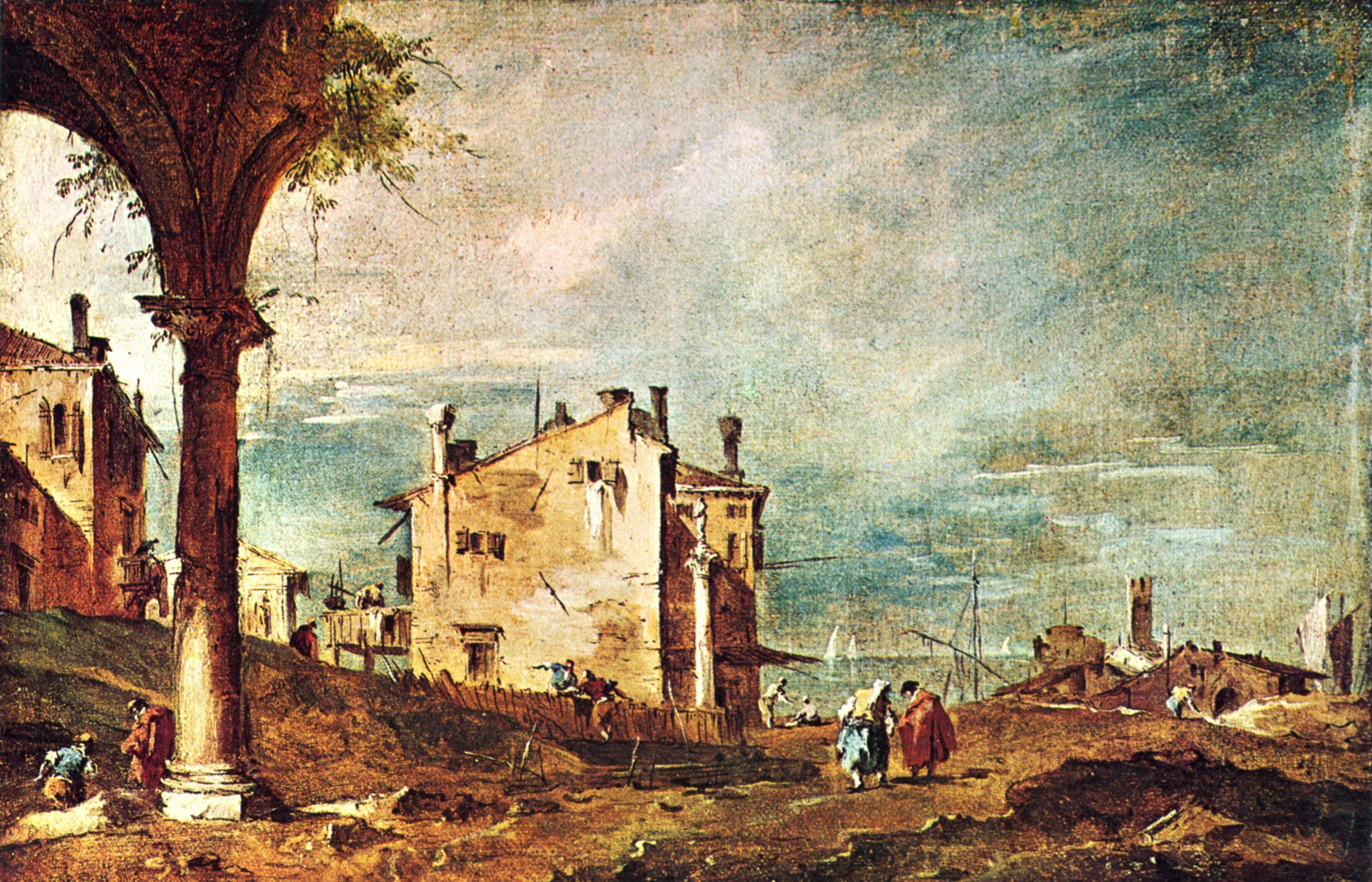
Каприччо; Руины арки и деревенских домов. Между 1780 и 1790. Городской музей Кастельвеккио
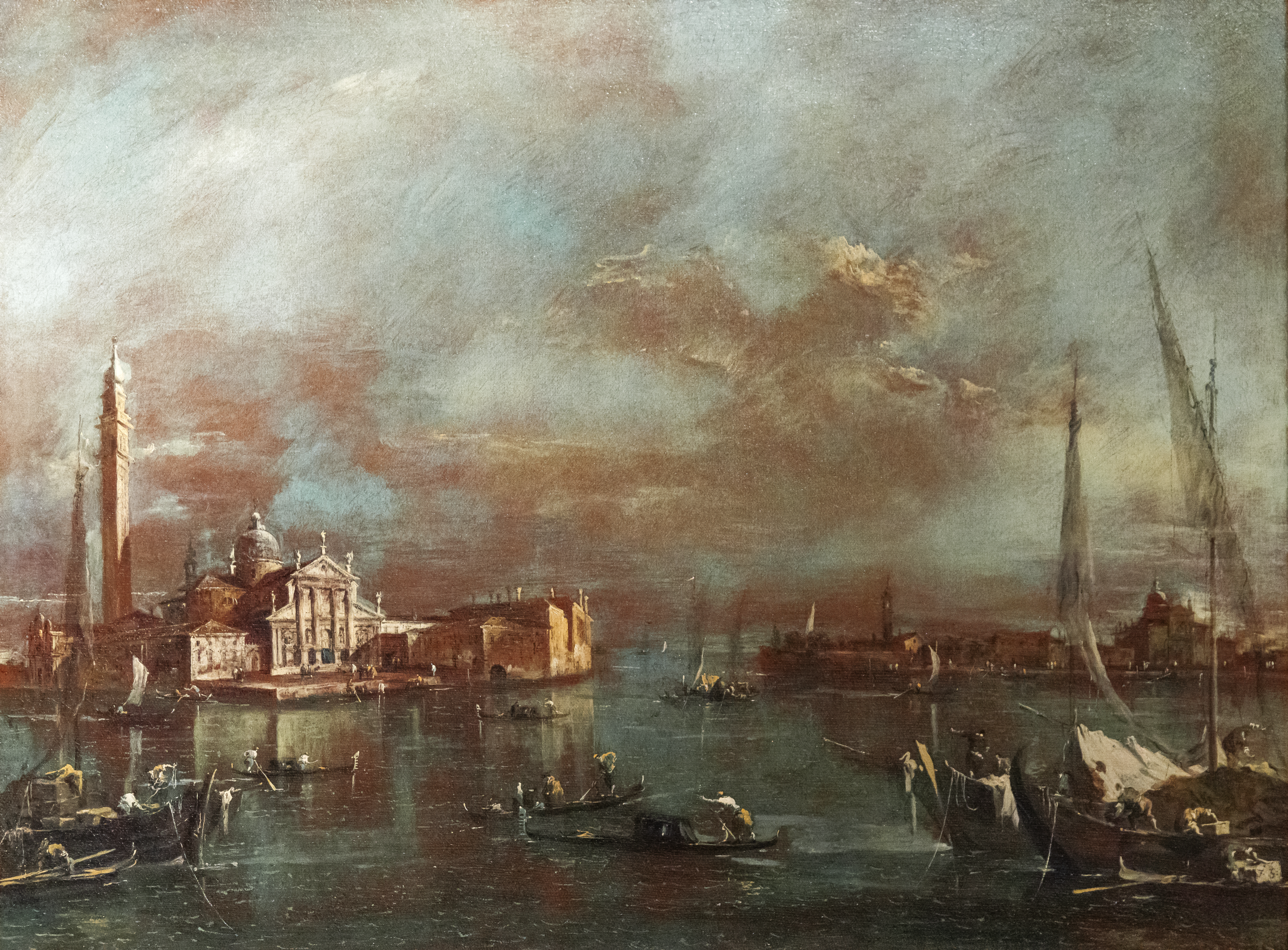
Вид на остров Сан-Джорджо и Джудекка. Между 1770 и 1774. Холст, масло. Галерея Академии (Венеция)
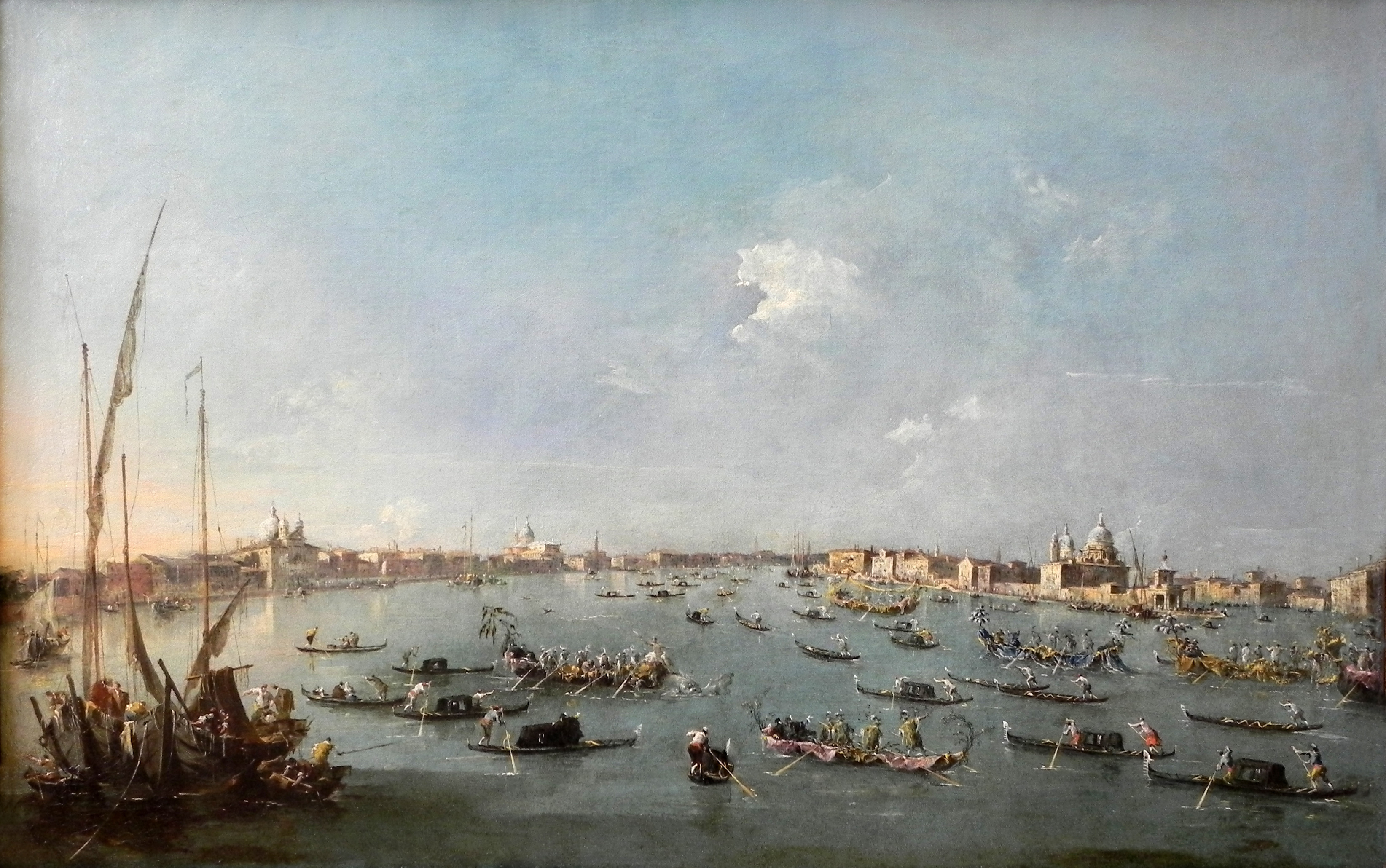
Регата на Большом канале у Джудекки. Между 1784 и 1789. Холст, масло. Старая пинакотека, Мюнхен
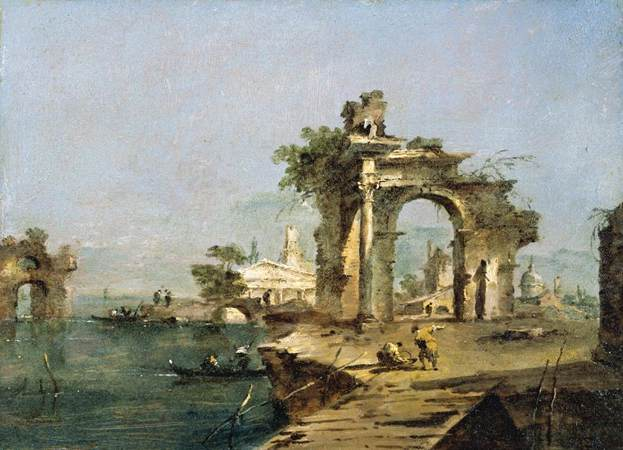
Венецианское каприччио. 1770-е. Дерево, масло. Частное собрание
Пожар на масляных складах в квартале Сан-Маркуола. 1789. Холст, масло. Галерея Академии, Венеция